# Палата културе у Тирани
Палата културе (алб. Pallati i Kulturës) изграђена је у Тирани на захтев Енвера Хоџе. За њену изградњу, стари базар и историјска џамија Махмуд Мухсин-бега Стермасија уништени су под влашћу Партије рада Албаније у складу са декларацијом о државном атеизму комунистичке земље.
Године 1959. први камен нове зграде симболично је поставио Никита Хрушчов. Радови су завршени 1963. Архитектура је веома слична многим друштвеним зградама из комунистичког доба у источној Европи. Након изградње, практично није било реновирања. Палата културе обухвата Националну библиотеку Албаније и Национално позориште опере и балета Албаније.